# Mikrofasertuch

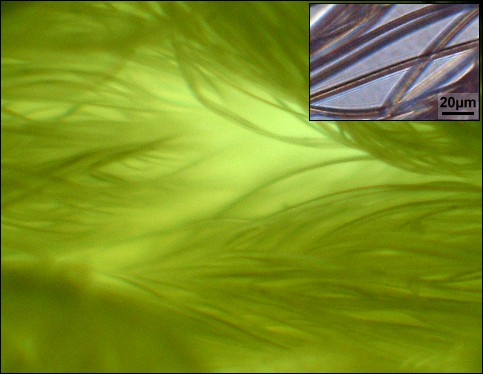
Mikrofotos eines Mikrofasertuchs

Ein Mikrofasertuch ist ein Reinigungstuch aus Mikrofasern, das als Gestrick, Gewirke, Gewebe oder Vliesstoff gefertigt sein kann.

## Material
Die meisten Mikrofasertücher bestehen aus Multifilament-Garn, das anschließend zu Gestricken, Gewirken oder Geweben mit hoher Maschenzahl (Anzahl der Maschen/cm²) verarbeitet wird; nur ein geringer Teil von Mikrofasertüchern besteht aus einzelnen, als Vliesstoff miteinander verbundenen Fasern. Mikrofilamentgarne und Mikrofasern haben einen mittleren Durchmesser von etwa 5 µm und sind somit nur halb so dick wie Baumwollfasern. Als Ausgangspolymer für die Mikrofilamentgarn- oder Mikrofaserherstellung hat sich Polyester als besonders geeignet erwiesen. Der mit Mikrofasertüchern erreichbare vergleichsweise hohe Reinigungseffekt entsteht zum einen durch die relativ hohe Anzahl von Berührungspunkten („Papillen“) zwischen Textilkörper und der zu reinigenden Oberfläche, zum anderen durch die Vielzahl von Kapillaren, die sich aus den Zwischenräumen zwischen den nebeneinander gelagerten Maschen und den Zwischenräumen zwischen den einzelnen Fibrillen innerhalb der Masche ergibt.
Ein Klassifizierungsmerkmal von Mikrofasertüchern ist das Flächengewicht, das in der Einheit Gramm per Squaremeter, abgekürzt GSM, also Gramm pro Quadratmeter gemessen wird.

## Anwendung
Mikrofasertücher besitzen eine stark erhöhte Reinigungseffizienz für verschiedene Arten von Verunreinigungen. Mit Mikrofasertüchern lässt sich zudem relativ rückstandsfrei und in fast allen Anwendungsfällen ohne die Notwendigkeit des Einsatzes von Reinigungsmitteln reinigen, Wasser ist zur Befeuchtung des Tuches ausreichend. Die Tücher können bei hartnäckigen Verschmutzungen mit einem Lösungsmittel (Alkohol-Wasser-Gemisch, Reinigungsbenzin etc.) getränkt eingesetzt werden. Werden Mikrofasertücher für den Gebrauch mit Lösungsmitteln getränkt, so sollten sie lediglich nebelfeucht gehalten werden. Dies ergibt oftmals die beste Reinigungswirkung. Durch den Einsatz von Mikrofasertüchern lässt sich der Zeitaufwand vieler Reinigungsprozeduren bei gleichzeitiger Verringerung der Verunreinigungsrückstände auf der Oberfläche verkürzen.

In einigen Einsatzgebieten besteht wegen des relativ hohen Härtegrads des Materials Polyester die Gefahr des Entstehens von Mikro-Schleifspuren bei Daueranwendung. So können z. B. Kunststoffgläser von Brillen durch das Putzen mit unpassenden Mikrofasertüchern irreparabel beschädigt werden. Für den labortechnischen Einsatz ist zu beachten, dass es wegen der hohen Materialdichte der Mikrofasertücher beim Einsatz im Trockenzustand zu triboelektrischen Aufladungen kommen kann. Der Preis für Mikrofasertücher ist in letzter Zeit stark gefallen, dadurch können sie wegen ihrer hohen Effizienz bei der Gesamtkostenanalyse einer Reinigungsprozedur in der Industrie oftmals die preisgünstigste Variante sein. 

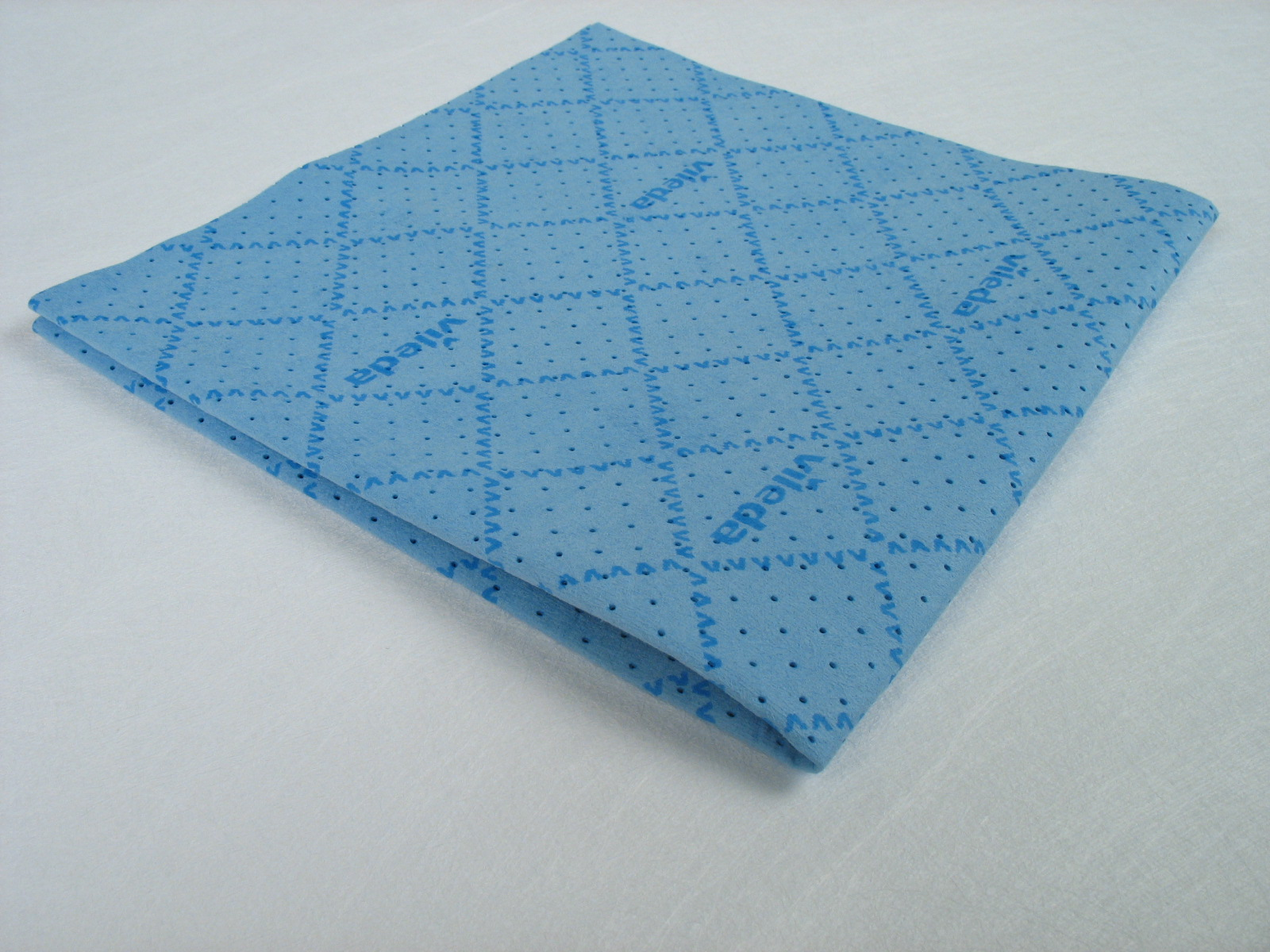
Mikrofasertuch für den Haushalt

Mikrofasertücher werden häufig in der gewerblichen Reinigung (Gebäudereinigung, Gesundheitswesen, Gastronomie), im privaten Haushalt, aber auch in reinraumgebundenen Industriezweigen wie beispielsweise der Halbleiter-, Pharma-, Biotechnik, Mikromechanik, Optik und Transplantationsindustrie benutzt. Im Haushalt eingesetzte Tücher sind zumeist handgerechte mittelschwere Gebilde mit eingefassten Kanten. Benutzt werden sie bei der Reinigung von allen anfallenden Schmutzarten, von Hausstaub bis Fettverkrustungen im Küchenbereich, oftmals ohne Zuhilfenahme von Tensiden. Dies ist neben ihrer praktischen Handhabung ein umweltrelevanter Vorteil dieser Tücher.
Werden Mikrofasertücher in den reinraumgebundenen Industrien (Reinraumtücher) eingesetzt, besteht oftmals die Notwendigkeit einer mehrstufigen Dekontamination, um die für den Einsatzzweck unerwünschten Inhaltsstoffe aus ihnen zu entfernen. Dies sind hauptsächlich Spinn- und Strickölreste sowie Tensidrückstände aus den Spinn- und Strickverfahren der Garn- und Textilherstellung und der nachgeschalteten chemischen Ausrüstungsverfahren. Als besonderes Erfordernis kommt in diesen Industrien oftmals der Wunsch nach partikelarmer Anlieferungsqualität und reduzierter Partikelfreisetzung beim Gebrauch hinzu. In solchen Fällen müssen die Schnittkanten der Tücher versiegelt werden, damit aus ihnen während des Gebrauchs keine Fasern und Partikel freigesetzt werden können. Versiegelt werden die Schnittkanten zumeist durch Laserschneiden, Ultraschallschneiden oder thermische Verfahren. Für die Herstellung dekontaminierter Präzisionsreinigungstücher aus Mikrofilamentgarnen gibt es einige etablierte Spezialunternehmen. Eine DIN-Norm existiert z. Z. (2008) für diese Produkte nicht. Industrieseits wurden jedoch Prüfmethoden für solche Tücher publiziert, die auf einem speziell entwickelten Prüfinstrumentarium beruhen.